# Number Six
Number Six – fikcyjna postać serialu Battlestar Galactica znana także jako Caprica-Six, Shelly Godfrey, Gina, Natalie oraz Six. W postać wcieliła się Tricia Helfer.
Szóstka jest pierwszym humanoidalnym Cylonem, który ujawnił się człowiekowi. 

## Caprica-Six
Te kopie miały na celu uwiedzenie doktora Baltara i zdobycie od niego kodów do systemu obrony Dwunastu Kolonii. Żyła na planecie przez 2 lata zanim rozpoczęła się wojna. Przed atakami zabiła na targu małe dziecko. W czasie ataku powiedziała Baltarowi, że jest Cylonem i uchroniła go od zniszczenia przez bombę poświęcając własne ciało.
Następnie Caprica-Six pojawiała się jako wyobrażenie, w głowie Baltara. Doktor często nawiązywał z nią kontakt, co wzbudzało niekiedy niezrozumienie osób postronnych.
Jednak Caprica odrodziła się w nowym ciele i gdy spytała Number Three (kopię D’Anny) czy Baltar żyje, ta odpowiedziała, że zginął. Uczestniczyła w odrodzeniu się Boomer po tym jak została zastrzelona przez Cally, a w czasie okupacji Nowej Caprici jest jedną z przywódczyń Cylonów. W tym czasie wznowiła swój związek z Baltarem i rywalizowała o jego względy z D'Anną. 
Po Drugim Exodusie Caprica obroniła Baltara przed śmiercią i wspólnie z D'Anną sypiała z byłym prezydentem. W czasie konfliktu na Planecie Alg została porzucona przez Baltara a następnie pomogła Athenie w odzyskaniu Hery i wraz z nią wróciała na Galacticę. Tam stała się więźniem. Przekonała Roslin do wytoczenia procesu Baltarowi. W czasie procesu miała wspólnie z Roslin i Atheną wizje dotyczące porwania małej Hery przez nią i Baltara w Operze na Kobolu. 
Gdy pułkownik dowiedział się o tym, że jest Cylonem, często odwiedzał ją w areszcie. Przypominała mu jego żonę Ellen. W czasie częstych „rozmów” Caprica-Six zaszła z nim w ciążę. Po odnalezieniu Ziemi Caprica była jedną z pierwszych osób, które na niej stanęły.

## Shelly Godfrey
Pojawiła się w momencie, gdy Baltar zaczął odrzucać rady wyimaginowanej Caprici. Godfrey twierdziła, że posiada nagranie, na którym Baltar włamuje się do serwera systemu obronnego w Ministerstwie Obrony Kolonii i podkłada w nim bombę.
W czasie pobytu na Galactice próbowała uwieść Adamę i przekonać go do swoich racji. Gdy Baltar przeprosił wyimaginowaną Capricę, Godfrey zniknęła a nagranie okazało się fałszywe. Nikt nie wie co się z nią stało, a jej zdjęcie zostało dołączone do zdjęć Cylońskich agentów.

## Gina Inviere
Gina Inviere była kopią Szóstki, która zinfiltrowała battlestar Pegasus jako cywilny specjalista od sieci komputerowych. W trakcie pobytu na pokładzie wdała się w romans z dowódcą okrętu admirał Heleną Cain. 
Battlestar Pegasus przetrwał zagładę Dwunastu Kolonii, ponieważ w chwili cylońskiego ataku pokładowa sieć była wyłączona na czas modernizacji okrętu w orbitalnych stoczniach planety Skorpion. Przez następnych kilka tygodni Inviere razem z porucznik Kendrą Show przywracała do stanu używalności sieć komputerową. W trakcie tego okresu zaprzyjaźniła się z nią i zdobyła jej zaufanie, w następstwie czego porucznik udostępniła jej swoje kody dostępu do sieci na Pegasusie.   
Po naprawieniu okrętu admirał Cain zdecydowała się rozpocząć wojnę partyzancką przeciw cylonom. Na pierwszy cel wybrała zasugerowany przez Inviere przekaźnik komunikacyjny, nieświadomie wpadając w zastawioną przez cylonów pułapkę. W trakcie ataku Pegasusa na przeważające siły wroga, Inviere, wykorzystując kody dostępu otrzymane od Kendry Show, sparaliżowała centralne sterowanie podsystemami uzbrojenia okrętu, co umożliwiło cyloński abordaż. W trakcie walk w korytarzach okrętu porucznik Show z niedowierzaniem zobaczyła kopię Szóstki w towarzystwie cylońskiego Centuriona i zabiła ją. Kendra Show po powrocie na mostek usiłowała aresztować Inviere, demaskując ją jako cylona, jednakże Inviere cieszyła się bezgranicznym zaufaniem Heleny Cain, która nie dopuściła do aresztu. Admirał została przekonana dopiero przez obraz z kamery bezpieczeństwa, na którym były zwłoki zastrzelonej przez porucznik Show kopii Szóstki. Jednakże w trakcie próby aresztu Inviere zabiła obydwu próbujących ją aresztować marines i wzięła na muszkę admirał Cain, nie była jednak w stanie zabić swojej kochanki i została ogłuszona przez Kendrę Show.  
Po odparciu cylońskiego abordażu, który zakończył się dla załogi Pegasusa bardzo wysokimi stratami, admirał Cain wydała rozkaz porucznikowi Thorn, aby „naprawdę przetestował” możliwości i reakcje psychologiczna uwięzionej Szóstki, którą Cain postrzegała już tylko jako rzecz. Thorn i jego podwładni, zgodnie z rozkazem, torturowali, gwałcili i bili Ginę Inviere, doprowadzając ją do stanu katatonii. 
Po połączeniu Pegasusa z Galactiką i resztą floty, Gaius Baltar został wyznaczony do przesłuchania Inviere. Baltar, który nie był świadomy, który z modeli cylonów jest na pokładzie Pegasusa był głęboko wstrząśnięty tożsamością oraz stanem więźnia i postanowił zrobić wszystko, co w jego mocy, żeby pomóc Inviere, na którą przeniósł miłość do Capriki Six. Przekonał admirał Cain do bardziej ludzkiego podejścia względem więźnia i stopniowo przekonał do siebie Inviere i zdobył jej zaufanie, nawet kosztem konfliktu z Head Six. 
Jednak pomimo wysiłków Baltara, Gina Inviere zdecydowała po przeżyciach w areszcie Pegasusa, że chce umrzeć  śmiercią ostateczną. Żeby to osiągnąć, ujawniła Baltarowi jeden z sekretów cylońskiej technologii - przeznaczenie tajemniczej i niezwykłej cylońskiej jednostki, która była obiektem zainteresowania admirał Cain i komandora Adamy jako potencjalnie bardzo wartościowy cel. Był to Ressurection Ship, który umożliwiał osobowościom zabitych cylonów transfer do nowego ciała. Po zniszczeniu RS Baltar pomógł Inviere uwolnić się z celi, ale odmówił jej, gdy poprosiła, by ją zabił jako żarliwa wyznawczyni swojej religii była niezdolna do samobójstwa. Baltar zamiast ją zabić, przekonał ją do zemsty na admirał Cain. Inviere w zamieszaniu po udanym ataku na RS przedostała się do kwatery admirał i tym razem się nie zawahała jej zastrzelić. 
Prawdopodobnie z pomocą Baltara uciekła z Pegasusa i przedostała się na Cloud Nine, gdzie pozostawała nierozpoznana i nawet zaangażowała się w ludzki ruch dążący do zawarcia pokoju z cylonami. W trakcie jednej z wizyt doktor Baltar dostarczył jej głowicę atomową ze swojego laboratorium. Po odkryciu planety Nowej Capriki i wybraniu Baltara na prezydenta, Gina Inviere zdetonowała w swoim apartamencie na pokładzie Cloud Nine otrzymaną bombę. Ginąc śmiercią ostateczną, zabiła kilka tysięcy ludzi z Cloud Nine i dwóch mniejszych jednostek zniszczonych falą uderzeniową. Radioaktywna sygnatura eksplozji jądrowej doprowadziła rok później do odkrycia przez cylonów położenia Nowej Capriki.

## Natalie
Natalie była przywódczynią Cylonów, którzy chcieli doprowadzić do ujawnienia tożsamości Ostatecznej Piątki, co doprowadziło do wywołania wojny domowej między Cylonami. Inną przyczyną wojny było uwstecznienie Raiderów zapoczątkowane przez Cavila, za co on, Simon i Doral zostali przez Natalie zastrzeleni. Gdy zbuntowani Cyloni przyłączyli się do Floty Kolonialnej, Natalie prowadziła dyskusję z przywódcami ludzi.
Po tym jak Athena miała kolejną wizję związaną z Herą i Szóstką oraz gdy zobaczyła, że Hera rysuje podobizny Number-Six wpadła w złość. Gdy Natalie szła na kolejne rozmowy z Admirałem i spotkała w korytarzu Herę, została przez Sharon Agathon zastrzelona, gdyż ta twierdziła, że nie odbierze się jej dziecka. Zmarła, gdy dr Cottle chciał ją uratować.

## Inne kopie
- Jedna z kopii rozpoczęła atak Cylonów na Armistice Station, gdzie miano prowadzić rozmowy pokojowe z Cylonami. Tam Baseship Cylonów wystrzelił pierwszą rakietę[3];
- Trzy Szóstki są przy tym jak Cyloni dokonują wejścia na stację Ragnar Anchorage, gdzie przebywał Aaron Doral;
- Jedna z kopii próbowała zastrzelić Helo, ale została zabita przez fałszywą Boomer, następnie kopia Szóstki dokonuje pobicia fałszywej Boomer, kolejna widzi jak koło Muzeum Delphi ląduje Starbuck i próbuje ją powstrzymać. Jedna z kopii rozmawia z Simonem w szpitalu na Caprice;
- Number-Six dokonuje abordażu Pegasusa, dzięki czemu Gina Inviere została zdemaskowana;
- Kopia Caprici została zarażona przez wirus uśmiercający Cylonów;
- Jedna z kopii została zamordowana przez Jean Barolay na Nowej Caprice, za co później zabiła Barolay na zbuntowanym Baseshipie Cylonów;
- Kilka kopii uczestniczy w zniszczeniu statku The Hub;